# Административно-территориальное деление Чукотского автономного округа

## Административно-территориальное устройство

Административно-территориальное деление Чукотского АО
Районы (в скобках — соответствующие муниципальные образования):
1. Анадырский район (Анадырский муниципальный район),
2. Билибинский район (Билибинский муниципальный район),
3. Иультинский район (городской округ Эгвекинот),
4. Провиденский район (Провиденский городской округ),
5. Чаунский район (городской округ Певек),
6. Чукотский район (Чукотский муниципальный район).

Согласно Закону «Об административно-территориальном устройстве Чукотского автономного округа», субъект РФ включает следующие административно-территориальные образования:
- 1 город окружного значения
  - Анадырь
- 6 районов
  - Анадырский район,
  - Билибинский район,
  - Иультинский район,
  - Провиденский район,
  - Чаунский район,
  - Чукотский район.

Административным центром Чукотского автономного округа является город Анадырь.

### Районы и город окружного значения
| №        | Название                 | Площадь, км² | Население, чел. (2024 г.) | Код ОКАТО | Админ. центр   |
| -------- | ------------------------ | ------------ | ------------------------- | --------- | -------------- |
| 1e-06    | Районы                   |              |                           |           |                |
| 1        | Анадырский район         | 287 508,40   | ↗8790                     | 77 203    | г. Анадырь     |
| 2        | Билибинский район        | 174 651,96   | ↗7279                     | 77 209    | г. Билибино    |
| 3        | Иультинский район        | 136 644,24   | ↗5197                     | 77 215    | пгт Эгвекинот  |
| 4        | Провиденский район       | 27 285,68    | ↘3657                     | 77 220    | пгт Провидения |
| 5        | Чаунский район           | 67 091,41    | ↘4779                     | 77 230    | г. Певек       |
| 6        | Чукотский район          | 30 247,13    | ↘4915                     | 77 233    | с. Лаврентия   |
| 6.000002 | Город окружного значения |              |                           |           |                |
| 7        | Анадырь                  | 60,34        | ↗13 599                   | 77 401    | г. Анадырь     |

## Муниципальное устройство
В рамках организации местного самоуправления (муниципального устройства) автономного округа, в границах административно-территориальных образований ЧАО созданы 30 муниципальных образований, в том числе:
- 4 городских округа,
- 3 муниципальных района, в составе которых:
  - 3 городских поселения,
  - 20 сельских поселений.

### Муниципальные районы и городские округа
| №        | Флаг       | Герб | Название                                                | Площадь, км² | Население, чел. (2024 г.) | Админ. центр   |
| -------- | ---------- | ---- | ------------------------------------------------------- | ------------ | ------------------------- | -------------- |
| 1e-06    |            |      | Муниципальные районы                                    |              |                           |                |
| 1        |            |      | Анадырский муниципальный район (чук. Кагыргын район)    | 287 508,40   | ↗8790                     | г. Анадырь     |
| 2        |            |      | Билибинский муниципальный район (чук. Билибинкэн район) | 174 651,96   | ↗7279                     | г. Билибино    |
| 3        |            |      | Чукотский муниципальный район (чук. Чукоткакэн район)   | 30 247,13    | ↘4915                     | с. Лаврентия   |
| 3.000002 |            |      | Городские округа                                        |              |                           |                |
| 4        | border.png |      | городской округ Анадырь (чук. Кагыргын, эским. Ўйӈа)    | 60,34        | ↗13 599                   | г. Анадырь     |
| 5        |            |      | городской округ Певек (чук. Пээкин)                     | 67 091,41    | ↘4779                     | г. Певек       |
| 6        |            |      | Провиденский городской округ (эским. Урэлӄуйым район)   | 27 285,68    | ↘3657                     | пгт Провидения |
| 7        |            |      | городской округ Эгвекинот (чук. Эрвыӄыннот)             | 136 644,24   | ↗5197                     | пгт Эгвекинот  |

### Поселения
Анадырский муниципальный район
1. городское поселение Угольные Копи (пгт Угольные Копи)
2. городское поселение Беринговский (пгт Беринговский)
3. сельское поселение Алькатваам (село Алькатваам)
4. сельское поселение Ваеги (село Ваеги)
5. сельское поселение Канчалан (село Канчалан)
6. сельское поселение Ламутское (село Ламутское)
7. сельское поселение Марково (село Марково)
8. сельское поселение Мейныпильгыно (село Мейныпильгыно)
9. сельское поселение Снежное (село Снежное)
10. сельское поселение Усть-Белая (село Усть-Белая)
11. сельское поселение Хатырка (село Хатырка)
12. сельское поселение Чуванское (село Чуванское)

Билибинский муниципальный район
1. городское поселение Билибино (город Билибино)
2. сельское поселение Анюйск (село Анюйск)
3. сельское поселение Илирней (село Илирней)
4. сельское поселение Омолон (село Омолон)
5. сельское поселение Островное (село Островное)

Чукотский муниципальный район
1. сельское поселение Лаврентия (село Лаврентия)
2. сельское поселение Лорино (село Лорино)
3. сельское поселение Энурмино (село Энурмино)
4. сельское поселение Инчоун (село Инчоун)
5. сельское поселение Нешкан (село Нешкан)
6. сельское поселение Уэлен (село Уэлен)

### История муниципального устройства
Законом Чукотского автономного округа от 20 октября 2010 года № 85-ОЗ упразднено сельское поселение Нутэпэльмен с включением его территории в состав межселенной территории Иультинского муниципального района.
Законом Чукотского автономного округа от 20 октября 2010 года № 87-ОЗ упразднено сельское поселение Янранай с включением его территории в городское поселение Певек.
Законом Чукотского автономного округа от 20 октября 2010 года № 88-ОЗ упразднено сельское поселение Кепервеем с включением его территории в городское поселение Билибино.
Законом Чукотского автономного округа от 20 октября 2010 года № 89-ОЗ были упразднены сельские поселения Новое Чаплино и Сиреники с включением их территорий в городское поселение Провидения.
Законом Чукотского автономного округа от 8 июня 2015 года № 50-ОЗ все муниципальные образования Чаунского муниципального района — городское поселение Певек, сельское поселение Айон, сельское поселение Биллингс, сельское поселение Рыткучи — были упразднены и объединены в городской округ Певек.
Законом Чукотского автономного округа от 8 июня 2015 года № 51-ОЗ все муниципальные образования Провиденского муниципального района — городское поселение Провидения, сельское поселение Янракыннот, сельское поселение Нунлигран, сельское поселение Энмелен — были упразднены и объединены в Провиденский городской округ.
Законом Чукотского автономного округа от 23 сентября 2015 года № 67-ОЗ все муниципальные образования Иультинского муниципального района — городские поселения: Мыс Шмидта и Эгвекинот; сельские поселения: Амгуэма, Ванкарем, Конергино, Рыркайпий и Уэлькаль — были упразднены и объединены в городской округ Эгвекинот.

## История

### до 1930 года

Карта Охотской области Иркутского наместничества (1792 год)
Уезды: 1. Акланский, 2. Ижигинский, 3. Нижнекамчатский, 4. Охотский

До 1888 года территория современного автономного округа административно входила в состав Гижигинского уезда Приморской области.
В 1888 году был учреждён Анадырский округ Приморской области (центр — село Ново-Мариинское).
- 1909. Округ отошёл к Камчатской области. На её территории образованы Анадырский и Чукотский уезды.
- 1912. Центр Чукотского уезда перенесён из бухты Провидения в Уэлен.
- 1926. Территория современной Чукотки вошла в состав Дальневосточного края. Уезды преобразованы в районы.

### 1930—1953 годы. Чукотский НО Дальневосточного (Хабаровского) края
Чукотский национальный округ (центр — Чукотская культбаза, Губа Святого Лаврентия, временно) в составе Дальневосточного края был образован 10 декабря 1930 года постановлением Президиума ВЦИК РСФСР «Об организации национальных объединений в районах расселения малых народностей Севера». В состав округа были включены Анадырский и Чукотский районы Камчатского округа Дальневосточного края, территория Восточной тундры с границей по правому берегу реки Алазеи и Западной тундры, районы среднего и нижнего течения реки Омолона из Якутской АССР. Округ делился на 6 районов:
- Анадырский (центр — посёлок Анадырь)
- Восточной Тундры (центр — Островное)
- Западной Тундры (центр — Нижнеколымск)
- Марковский (центр — Марково)
- Чаунский (центр — в районе Чаунской губы (ныне — Певек))[14]
- Чукотский (центр — Чукотская культбаза, Губа Святого Лаврентия)

10 мая 1931 года Постановлением ВЦИК РСФСР район Западной Тундры был передан в состав Якутской АССР. Летом того же года центр Чукотского НО был перенесён в посёлок Анадырь.
22 июля 1934 года постановлением Президиума ВЦИК «О новом административном делении Дальневосточного края» Чукотский национальный округ был включён в состав Камчатской области Дальневосточного (с 1938 года — Хабаровского) края.
| Район                  | Центр           | Сельсоветы |
| ---------------------- | --------------- | --- |
| Анадырь                |                 | |
| Анадырский             | посёлок Анадырь | Гекковский, Канчаланский, Красненский, Мейныпильгынский, Мухоморненский, Нутапельменский, Опмеленский, Снежненский, Тавайваамский, Танюрерский, Усть-Бельский, Уэлькальский, Хатырский, Чикаевский, Эммеленский |
| Восточной Тундры район | село Островное  | Больше-Энюйский, Мало-Энюйский, Олойский, Олойчанский, Островновский, Погындинский |
| Марковский             | село Марково    | Берёзовский, Ваегский, Еропольский, Корякский, Марковский, Чувано-Еропольский, Чукотско-Яблоновский |
| Чаунский               | село Певек      | Валькаральский, Инчоунский, Певекский, Пильженский, Рыркарнайский, Усть-Чаунский, Шелагский, Эльвунейский |
| Чукотский              | село Уэлен      | Акханийский, Амгуэмский, Ванкаремский, Гуэмовский, Дежнёвский, Дномидский, Инчоунский, Инчшингнейский, Кивакский, Колючинский, Которыткинский, Курупканский, Ларенеемский, Лоринский, Науканский, Нешканский, Нунлигранский, Нунямский, Пенкингиенский, Раупелинский, Сешанский, Сирениковский, Тотрытырлынский, Уреликовский, Уэленский, Чаплинский, Чегутунский, Четвакаэргинский, Энтимагенский, Энурминский, Яндагайский, Янракыннотский |

18 мая 1951 года Чукотский национальный округ был выделен из состава Камчатской области и передан в непосредственное подчинение Хабаровскому краю.
2 декабря 1953 года указом Президиума Верховного Совета «Об образовании районов в составе Хабаровского края» был образован Иультинский район.

### 1953—1992 годы. Чукотский НО (АО) Магаданской области
3 декабря 1953 года Указом Президиума Верховного совета СССР Чукотский национальный округ был передан из Хабаровского края в состав новообразованной Магаданской области.
25 апреля 1957 года были образованы путём разукрупнения Чукотского района — Провиденский район, путём разукрупнения Анадырского района — Беринговский район. Рабочий посёлок Анадырь при этом был перечислен из окружного подчинения в Анадырский район
3 июня 1960 года был упразднён Марковский район.
2 августа 1961 года Восточно-Тундровский район был переименован в Билибинский район; его центр перенесён из Анюйска в Билибино.
27 декабря 1973 года был образован Шмидтовский район (центр — посёлок Мыс Шмидта).
20 ноября 1980 года законом РСФСР «Об автономных округах РСФСР» в соответствии с Конституцией СССР 1977 года Чукотский национальный округ был преобразован в автономный округ.
| № на карте | Район        | Центр              | Сельсоветы, города и посёлки районного подчинения |
| ---------- | ------------ | ------------------ | --- |
| 1          | Анадырский   | город Анадырь      | Ваегский, Канчаланский, Ламутский, Отрожненский, Снежненский, Тавайваамский, Усть-Бельский, Чуванский, город Анадырь, посёлки: Марково, Угольные Копи, Шахтёрский |
| 2          | Беринговский | посёлок Нагорный   | Алькатваамский, Мейныпильгынский, Хатырский, посёлки: Беринговский, Нагорный                                                                                      |
| 3          | Билибинский  | посёлок Билибино   | Анюйский, Большеанюйский, Дальнинский, Илирнейский, Малоанюйский, Мандриковский, Омолонский, Островновский, посёлки: Алискерово, Билибино, Встречный              |
| 4          | Иультинский  | посёлок Эгвекинот  | Амгуэмский, Ванкаремский, Колючинский, Конергинский, Уэлькальский, посёлки: Иультин, Эгвекинот                                                                    |
| 5          | Провиденский | посёлок Провидения | Новочаплинский, Нунлигранский, Сирениковский, Уреликовский, Энмеленский, Янракыннотский, посёлок Провидения                                                       |
| 6          | Чаунский     | город Певек        | Апапельгинский, Быстринский, Майский, Усть-Чаунский, Шелагский, Эльвунейский, город Певек, посёлки: Бараниха, Валькумен, Комсомольский, Красноармейский           |
| 7          | Чукотский    | село Лаврентия     | Инчоунский, Лаврентьевский, Лоринский, Нешканский, Уэленский, Энурминский                                                                                         |
| 8          | Шмидтовский  | посёлок Мыс Шмидта | Валькарайский, Врангельский, Рыркайпийский, посёлки: Ленинградский, Мыс Шмидта, Полярный                                                                          |

### с 1992 года. Чукотский АО

Административно-территориальное деление Чукотского АО с 1973 по 2008 год

17 июня 1992 года Чукотский автономный округ Законом РФ № 3056-1 был выделен из состава Магаданской области и стал самостоятельным субъектом РФ.
В 2000 году центр Беринговского района был перенесён из пгт Нагорный в пгт Беринговский, а бывший райцентр был упразднён и включён в черту последнего.
30 мая 2008 года законом Чукотского автономного округа № 40-ОЗ Шмидтовский и Иультинский районы были объединены в Восточный район (центр — посёлок Эгвекинот); законом Чукотского автономного округа № 41-ОЗ Анадырский и Беринговский районы были объединены в Центральный район (центр — посёлок Угольные Копи).
18 ноября 2008 года законом Чукотского автономного округа № 145-ОЗ Центральный район был переименован в Анадырский район; законом Чукотского автономного округа № 146-ОЗ Восточный район был переименован в Иультинский район.
В настоящее время АТД Чукотского автономного округа имеет следующий вид:
| Район        | Центр             | Сельские и городские поселения |
| ------------ | ----------------- | --- |
| Анадырь      |                   | |
| Анадырский   | пгт Угольные Копи | Ваеги, Канчалан, Краснено, Ламутское, Марково, Снежное, Усть-Белая, Чуванское, Алькатваам, Мейныпильгыно, Хатырка; Угольные Копи, Беринговский |
| Билибинский  | город Билибино    | Анюйск, Илирней, Кепервеем, Омолон, Островное; Билибино                                                                                        |
| Иультинский  | пгт Эгвекинот     | Амгуэма, Биллингс, Ванкарем, Конергино, Нутэпельмен, Рыркайпий, Уэлькаль; Эгвекинот, Мыс Шмидта, Полярный, Ленинградский                       |
| Провиденский | пгт Провидения    | Новое Чаплино, Нунлигран, Сиреники, Лорино, Энмелен, Янракыннот; Провидения                                                                    |
| Чаунский     | город Певек       | Айон, Рыткучи, Янранай; Певек |
| Чукотский    | село Лаврентия    | Инчоун, Лаврентия, Лорино, Нешкан, Уэлен, Энурмино                                                                                             |